# Скитникът
„Скитникът“ (на английски: The Tramp) е американски филм от 1915 година, романтична комедия на режисьора Чарли Чаплин по негов собствен сценарий.
Сюжетът е развит около Скитника, повтарящ се герой в много от филмите на Чаплин, който се влюбва в случайно срещнато момиче и се опитва да започне работа във фермата на нейния баща, но продължава по пътя си, след като разбира, че тя е сгодена. Главните роли се изпълняват от Чарли Чаплин, Една Първайънс, Ърнест Ван Пелт, Пади Макгуайър.